# InterContinental Warsaw
Il InterContinental Warsaw è un grattacielo che si trova a Varsavia, in Polonia ed è utilizzato come hotel a 5 stelle.
La sua costruzione è iniziata nel 2001 e si è conclusa nel novembre 2003.